# Тасарицький сільський округ (Казалінський район)
Тасари́цький сільський округ (каз. Тасарық ауылдық округі, рос. Тасарыкский сельский округ) — адміністративна одиниця у складі Казалінського району Кизилординської області Казахстану. Адміністративний центр — село Тасарик.
Населення — 882 особи (2021; 933 у 2009, 902 у 1999, 1197 у 1989).
Станом на 1989 рік існувала Бозкольська сільська рада (села Бозколь, Лакали, Тасарик). Пізніше села Лакали та Тасарик утворили окремий Тасарицький сільський округ.

## Склад
До складу округу входять такі населені пункти:
| Населений пункт | Колишні назви | Населення, осіб (1989) | Населення, осіб (1999) | Населення, осіб (2009) | Населення, осіб (2021) |
| --------------- | ------------- | ---------------------- | ---------------------- | ---------------------- | ---------------------- |
| Лакали, село    | -             | 606                    | 295                    | 339                    | 325                    |
| Тасарик, село   | -             | 591                    | 529                    | 548                    | 520                    |
| Тасоткель, село | Отгон         | -                      | 78                     | 46                     | 37                     |